# Johanneslund

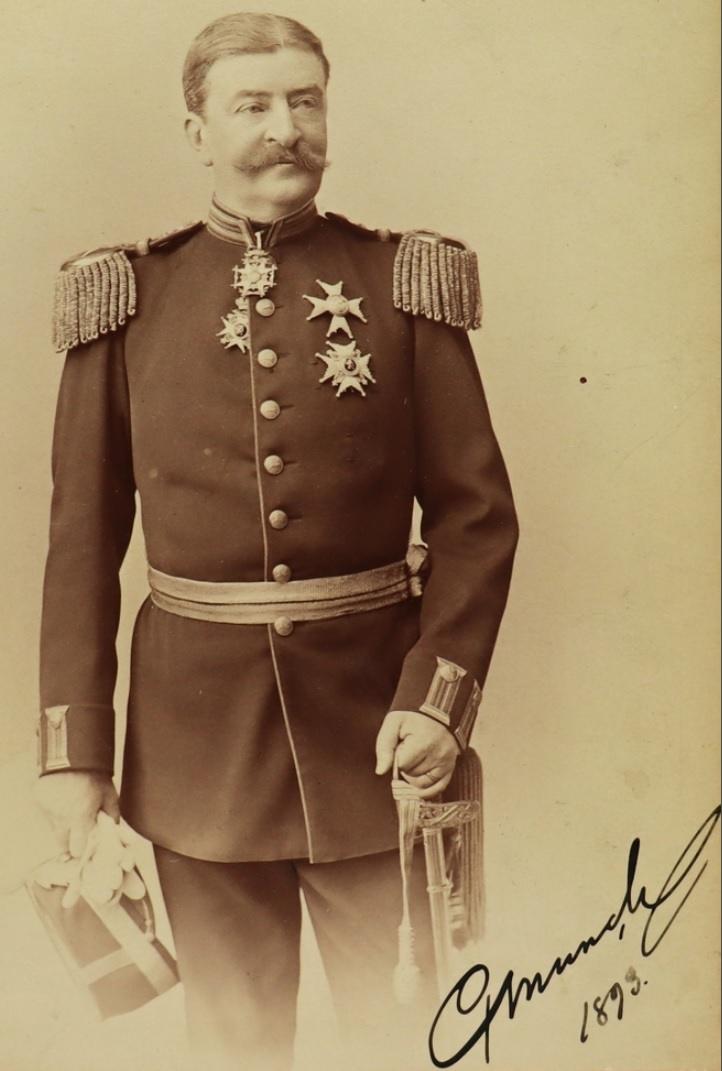
Carl Bror Munck af Fulkila använde Johanneslund som sommarboende under sent 1800-tal.

Johanneslund är en herrgård vid Mälarens strand i Mälarhöjden i Stockholms kommun i Stockholms län. Johanneslund är en av de bäst bevarade anläggningar från den gustavianska tiden. Johanneslund gård omfattar byggnader, mark och närliggande brygga. Johanneslund är grönklassad, vilket innebär att de tillhörande byggnaderna enligt Stadsmuseet i Stockholms klassificering utgör särskilt värdefulla byggnader.

## Historia
På 1860-talet började Mälarens sydvästra strand bebyggas med sommarvillor som gavs,  en för tiden, typisk och påkostad arkitektur. Johanneslund är uppförd på en stomme från 1700-talet som byggts om och till under 1870- och 1880-talet. Senare har vissa förändringar gjorts, som den stora öppna altanen högst upp, tillbyggd entré med mera. Den stora sommarvillan är fortfarande att betrakta som ett välbevarat exempel på ett anslående sommarhus uppfört i slutet av 1800-talet vid Mälarens strand. Johanneslund är väl synlig från vattnet.
Under sent 1800-tal beboddes Johanneslund av Carl Bror Munck af Fulkila, en svensk arméofficer. 
Det blev mycket vanligt att ha ett sommarnöje runt omkring Mälarhöjden vid 1860-talet och därmed uppkom det flera liknande hus i närliggande områden. Andra sevärda hus är Gunnarsberg (1860), Fridshyddan vid Källbacken 12 (1878) och Sagatun vid Brådstupsvägen 27, uppförd i fornnordisk stil 1881.
Johanneslund förvärvades av Stockholms stad under 1920-talet. Anledningen till förvärvet var främst att få rådighet över mark som förväntades bli av väsentlig betydelse för stadens långsiktiga planer för bebyggelse, trafikleder, tekniska serviceprojekt och så vidare. Staden har genom åren hyrt ut Johanneslund. Johanneslund är nu i privat ägo.

## Bebyggelsen
Johanneslunds huvudbyggnad är ett trähus i fyra våningsplan med fasad av gul liggande panel. Corps-de-logi har vita snickerier, äldre fönster och dörrar samt glasade verandor i tre våningar i gustaviansk stil. Planlösning liksom mycket av den gamla inredningen är bevarad. 
Lillstugan är ett envåningshus på två rum och kök, källare och vind, med fasad av gul liggande panel och tegeltak. Utöver detta, finns det även fler byggnader på gården. En av dessa är Lekstugan som liknar en friggebod. Lekstugan följer de andra byggnaderna i gustaviansk stil med gul färg och äldre fönster. Det finns även fler mindre märkvärdiga byggnader som exempelvis ett bastuhus och en friggebod som nyligen placerats på gården. 
Johanneslund har tidigare visats för allmänheten efter anmälan men idag visas gården mycket sällan.